# Snakeskin
Snakeskin est un projet musical créé par Tilo Wolff, en parallèle avec sa carrière dans Lacrimosa. C'est après le 9e album du groupe sorti en 2003 que Tilo Wolff sort, un an plus tard, le premier album de Snakeskin.

## Biographie
En créant Snakeskin, Tilo Wolff voulait se créer, comme il le dit lors d'une interview en 2004, une « deuxième peau » avec un style musical radicalement différent de Lacrimosa. Snakeskin était né. En effet, cette production est très éloignée de Lacrimosa, pas d'orchestre ni de musique classique ici, mais une voix saturée et modifiée au possible, un son strident et une musique clairement électronique. En 2004, l'album Music For A Lost contenant les morceaux "I Am The Dark" et "Melissa" connurent un beau succès dans les clubs.
En 2006, Snakeskin sort un nouvel album, Canta'Tronic, contenant les tubes "Etterna" et "Bite Me". Dans ce nouvel opus, Tilo Wolff s'arme d'une autre voix, celle de Kerstin Doelle, une chanteuse d'opéra connue pour sa prestation musicale en 2004 lors du concert donné pour l'ouverture de l'Union européenne à l'europe de l'Est.

## Discographie

### Albums
- Medusa's Spell 2020
- Tunes for my Santinéa 2016